# Rakek
Rakek je gručasto naselje z okoli 2.200 prebivalci v Občini Cerknica. Leži ob vzhodnem robu rakovške uvale, ob cesti Unec-Cerknica.
Staro jedro naselja je nastalo ob župnijski cerkvi. Spodnji del naselja je na dnu uvale, ki je brez stalnih vodotokov. Pod naseljem so obsežne obdelovalne površine, na dolomitnem obrobju uvale pa travniki in pašniki, ki se zaraščajo.
Po izgradnji železnice leta 1857 je Rakek postal pomemben, saj je bila tu glavna železniška postaja za obsežno gozdnato zaledje. Med svetovnima vojnama je bil obmejni kraj. Takrat se je število prebivalcev potrojilo, dobil je meščansko šolo in sodišče. Ugodna prometna lega je povzročila hitro rast naselja, danes se širi ob cestah proti Uncu, pod Srnjakom (664 m) in Tičnico (664 m) ter ob cesti proti Cerknici.
Na trgu pred železniško postajo stoji spomenik žrtev druge svetovne vojne, kip je delo Jakoba Savinška.
V naselju so se rodili literarni zgodovinar Stanko Janež, operni pevec in igralec Ivan Levar, ter kegljač Miro Steržaj.

## Prebivalstvo
Etnična sestava 1991:
- Slovenci: 1499 (89,1 %)
- Srbi: 76 (4,5 %)
- Hrvati: 29 (1,7 %)
- Muslimani: 18 (1,1 %)
- Jugoslovani: 9
- Makedonci: 7
- Črnogorci: 3
- Albanci: 1
- Neznano: 24 (1,4 %)
- Neopredeljeni: 16 (1 %)
- Regionalno opredeljeni: 1
- Na Rakeku je trenutno 1958 prebivalcev
- Število prebivalcev narašča

## Sakralna dediščina
Župnijska cerkev Srca Jezusovega je bila temeljito prezidana v letih 1935–1938. Prezidavo cerkve je začel Plečnik, delo pa je dokončal njegov učenec Janez Valentinčič. Prvotna cerkev, zidana 1581, posvečena leta 1606, je vključena v novejšo cerkev tako, da je postavljena pravokotno na glavno os sedanje cerkve. Nekdanji prezbiterij je postala leva stranska kapela, nad nekdanjo cerkveno ladjo je pevski kor, star zvonik pa stoji na desni strani cerkvene ladje. Pod zvonikom je ohranjen kamnit portal, nad njim plošča z imeni, ob njem pa letnica 1694. Cerkev se zaključuje v apsidi, ki jo krasi freska Srca Jezusa, delo slikarja Šubica iz leta 1944. Križev pot je delo slikarja Moleta iz sedemdesetih let 20. stoletja. Monumentalna grobnica družine Žagar na pokopališču je bila leta 1932 zgrajena po načrtih Plečnika.